# Liste des évêques et archevêques de Bari
Cette page donne la liste des évêques et archevêques de Bari, et, à partir de 1986 (date à laquelle le diocèse de Bitonto est rattaché à l'archidiocèse de Bari), les archevêques de Bari-Bitonto (Italie).

## Évêques de Bari
- Saint Mauro (Ier siècle)
- Geronzio (IIe siècle)
- Gevasio (IVe siècle)
- Concordio (465)

## Archevêques de Bari
- Pierre Ier (530)
- Marco (596-610)
- Giulio (610-634)
- Étienne (634-653)
- Ursone (653-681)
- Trasmondo (681-688)
- Rodecauto (688-694)
- Bursa (694-753)
- Maurenziano (753-758
- André Ier (759 - 761)
- Rodoaldo Ier (762-780)
- Leone (781-...)
- Pierre II (...-821)
- Sebastian (821-828)
- Giacomo Ier (828-840)
- Rodoaldo II (843-854)

## Archevêques de Bari et Canosa
- Angelarius (855-876)
- Dominic  (877-891)
- Jean Ier (892-905)
- Guitpardus (906-912)
- Roderic (912-918)
- Jean II (919-923)
- Alsarius (924-931)
- Pierre III (931-952)
- Jean III (952-978)
- Paul (978-988)
- Chrysostome (988-1006)
- Jean IV (1006-1025)
- Bisantius (1025-1035)
- Romuald I (1035)
- Nicolas Ier (1035-1061)
- André II (1062-1078)
- Urse (1078-1089)
- Élie (it)O.S.B (1089-1105)
- Riso (1112-1118)
- Walthère (1118-1126)
  - Eustasius (1105-1123)
- Matthieu, O.S.B (1126-1128)
- Angelus (1128-1137)
- Jean (1137-1151)
- Jean V (1151-1171)
- Rainald (1171-1188)
- Dauferius (Doferius) (1189-1207)
- Bérard de Castanea (1207-1213) nommé archevêque de Palerme
- André III (1216-1225)
- Marin Filangieri (1226-1251)
- Henri Filangieri, O.P (1252-1258), neveu du précédent
- Joean Saracenus de Urbe, O.F.M (1259-1280)
- Romoaldus Griso (1282-1309)
- Landolphe Ier (1310-1337)
- Ruggiero Sanseverino (1337-1347) nommé archevêque de Salerne
- Bartolomeo Carafa (1347-1367)
- Niccolò Brancaccio (1367-1377) nommé archevêque de Cosenza
- Bartolomeo Prignano (1377-1378) élu pape sous le nom d'Urbain VI
- Landolphe II Maramaldo (1378-1381)
- Giacomo Carafa (1384-1400)
- Nicola Pagano (1400-1424) nommé archevêque d'Otrante
- Francesco d'Ayello (1425-1453)
- Guido Guidano (1453-1454)
  - Latino Orsini (1454-1472) administrateur apostolique puis nommé camerlingue du Sacré Collège
- Antonio d'Ayello (1472-1493)
- Giovanni Giacomo Castiglione (1493-1513)
- Stefano Gabriele Merino (1513-1530) aussi évêque de León
  - Girolamo Grimaldi (1530-1540) administrateur apostolique
- Girolamo Sauli (1540-1550) nommé archevêque de Gênes
- Giacomo Puteo (1550-1562)
- Antonio Puteo (1562-1592)
- Giulio Cesare Riccardi (1592-1602)
- Giulio C. Riccardi (1602-1602)
- Bonviso Bonvisi (1602-1604)
- Galeazzo Sanvitale (1604 - 1606)
- Decio Caracciolo Rosso (1606-1613)
- Ascanio Gesualdo (1613-1638)
- Diego Sersale (1638-1665)
- Giovanni Granafei (1666-1683)
- Tommaso Ruffo (1684-1691)
- Carlo Loffredi, C.R (1691-1698) nommé archevêque de Capoue
- Muzio Gaeta Senior (1698-1728)
- Michael Karl von Althann (1728-1734) nommé au diocèse de Vác
- Muzio Gaeta Junior (1735- 1754) nommé archevêque de Capoue
- Luigi D'Alessandro (1754-1770)
- Gennaro Pignatelli, O.S.B.Oliv (1770-1777) nommé archevêque de Capoue
- Giambattista Ettore Caracciolo (1778-1780)
  - siège vacant (1780-1792)
- Gennaro Maria Guevara, O.S.B (1792-1804) nommé évêque d'Aversa
- Baldassarre Mormile, C.R (1805-1818) nommé archevêque de Capoue
- Nicola Coppola, C.O (1818-1823) nommé évêque de Nole
- Michele Basilio Clary, O.S.B.I (1823-1858)
- Francesco Pedicini (1858-1886)
  - Casimiro Gennari (1886-1887) administrateur apostolique
- Enrico Mazzella (1887-1897)
- Giulio Vaccaro (1898-1924)
- Pietro Pomares y de Morant (1924-1924)
- Augusto Curi (1925-1933)
- Marcello Mimmi (1933-1952) nommé archevêque de Naples
- Enrico Nicodemo (1952-1973)
- Anastasio Alberto Ballestrero, O.C.D (1973-1977) nommé archevêque de Turin

Andrea Mariano Magrassi, O.S.B (1977-1986) nommé archevêque de Bari-Bitonto

## Archevêques de Bari-Bitonto
- Andrea Mariano Magrassi, O.S.B (1986-1999)
- Francesco Cacucci (1999-2020)
- Giuseppe Satriano (it) (depuis 2020)